# Microsoft Wiskundehulp
Microsoft Wiskundehulp, Engels: Math Solver, is een wiskundig softwarepakket, ontwikkeld door Microsoft. De software is gratis te downloaden. Het is in staat om gebruikers te helpen met het begrijpen van elementaire algebra, algebra, goniometrie, natuurkunde, scheikunde en analyse. Het is gericht op scholieren en studenten.
De ontwikkeling is sinds 205 vooral overgegaan naar het gebruik op het web en de mobiele telefoon. Het programma biedt mogelijkheden voor het tekenen van twee - en driedimensionale grafieken, eenhedenconversie, een stap-voor-stapweergave van de berekening bij het oplossen van vergelijkingen en bij de meetkunde van driehoeken. Het programma is niet geschikt voor differentiaalvergelijkingen.

## Websites
- Math Solver
- downloadpagina .NET Framework